# Municipio de Charlestown (Ohio)
El municipio de Charlestown (en inglés: Charlestown Township) es un municipio ubicado en el condado de Portage en el estado estadounidense de Ohio. En el año 2010 tenía una población de 1799 habitantes y una densidad poblacional de 30,06 personas por km².

## Geografía
El municipio de Charlestown se encuentra ubicado en las coordenadas 41°10′11″N 81°8′17″O / 41.16972, -81.13806. Según la Oficina del Censo de los Estados Unidos, el municipio tiene una superficie total de 59.84 km², de la cual 53,14 km² corresponden a tierra firme y (11,2 %) 6,7 km² es agua.

## Demografía
Según el censo de 2010, había 1799 personas residiendo en el municipio de Charlestown. La densidad de población era de 30,06 hab./km². De los 1799 habitantes, el municipio de Charlestown estaba compuesto por el 98,11 % blancos, el 0,44 % eran afroamericanos, el 0,22 % eran amerindios, el 0,28 % eran de otras razas y el 0,94 % eran de una mezcla de razas. Del total de la población el 0,39 % eran hispanos o latinos de cualquier raza.